# Село имени Чапаева (Ошская область)
Имени Чапаева (кирг. Чапаев) — село в Ноокатском районе Ошской области Кыргызстана. Административный центр Мирмахмудовского айылного аймака.

## География
Село расположено в западной части области, на расстоянии приблизительно 1 километра (по прямой) к северо-востоку от города Ноокат, административного центра района. Абсолютная высота — 1280 метров над уровнем моря.

## Население
Согласно оценочным данным Национального статистического комитета Кыргызской Республики, численность населения села на начало 2023 года составляла 11 438 человек.
| год     | 2009   | 2014   | 2015 | 2020   | 2021   | 2023   |
| ------- | ------ | ------ | ---- | ------ | ------ | ------ |
| человек | 12 253 | 13 681 | 9162 | 10 736 | 10 895 | 11 438 |